# Elias Nikolaus Ammerbach
Elias Nikolaus Ammerbach (* um 1530 in Naumburg; † 29. Januar 1597) war  ein deutscher Organist und Arrangeur der Renaissancezeit. Er gab die erste gedruckte Sammlung von Orgelmusik in Deutschland heraus.

## Leben
Ammerbach besuchte die Universität Leipzig (1548–1549) und war anschließend, vermutlich bis an sein Lebensende, Thomasorganist an der Thomaskirche. 1564 erwarb er die Bürgerrechte. Er war dreimal verheiratet und Vater von elf Kindern. Dem Vorwort seiner Veröffentlichung von 1571, einem Orgeltabulaturbuch, lässt sich entnehmen, dass er Auslandsreisen (Italien) zu Studienzwecken gemacht hat, allerdings gibt es dazu keine näheren Angaben.

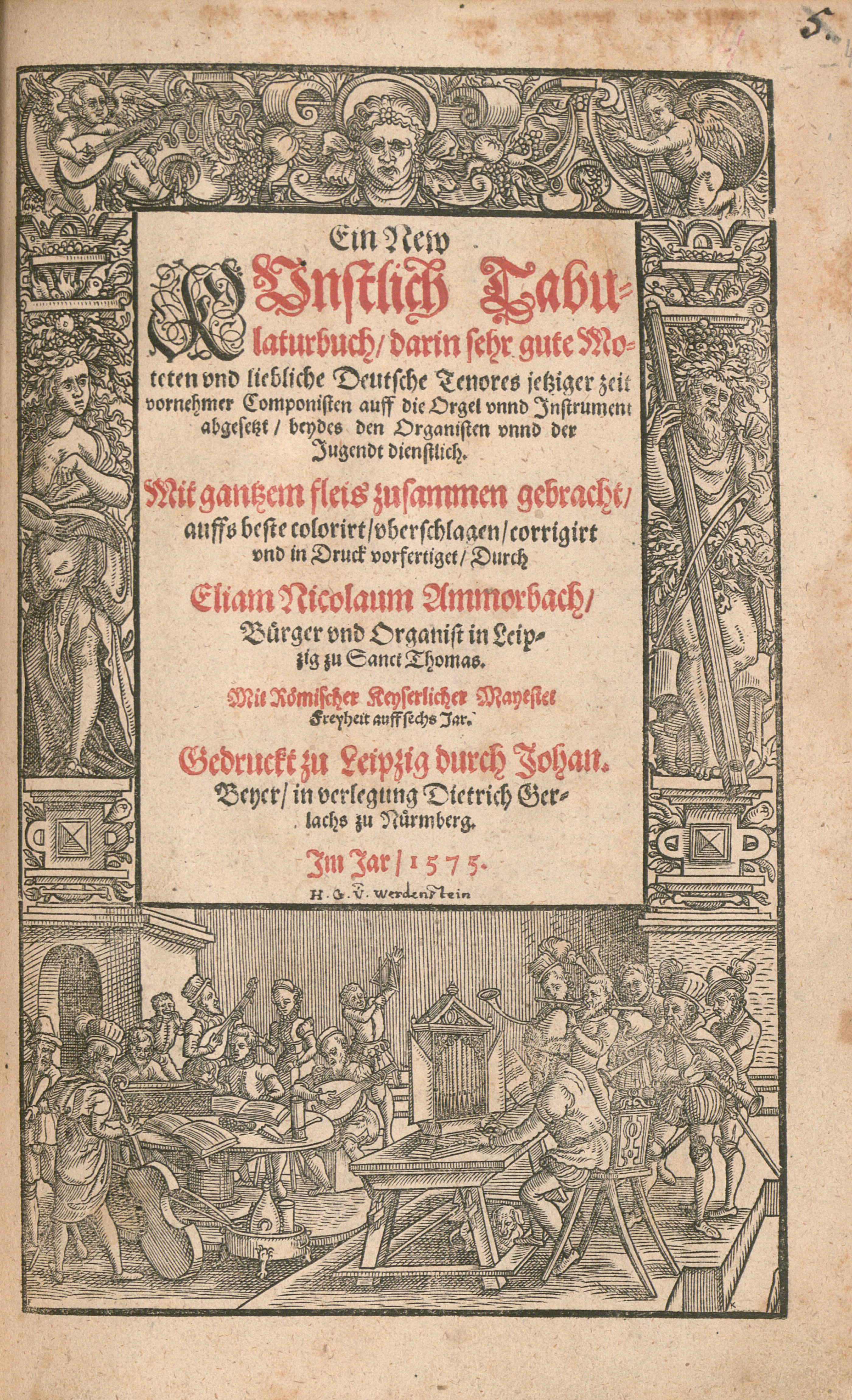
Titelseite von Ammerbachs Ein New Kunstlich Tabulaturbuch von 1575

## Leistungen
Ammerbachs Sammlung ist das erste Beispiel der heute als „Neue Deutsche Orgeltabulatur“ bekannten Notation, die noch im achtzehnten Jahrhundert gebraucht wurde. Sie verwendet ausschließlich Buchstaben für Tonhöhen und darüber platzierte rhythmische Symbole.
Ammerbachs Tabulaturen enthalten Arrangements verschiedener beliebter Komponisten der Mitte des 16. Jahrhunderts, unter anderen Ludwig Senfl, Heinrich Isaac, Josquin Desprez, Clemens non Papa und besonders Orlande de Lassus. Kompositionen von Ammerbach selbst sind dagegen nicht bekannt.
Die säkulare Musik in Ammerbachs Veröffentlichungen weist deutsche Titel auf, die sakralen Werke lateinische. In seiner letzten Veröffentlichung (1583) findet sich eine größere Zahl von Bearbeitungen italienischer Madrigale für Tasteninstrumente.